# Abydenos
Abydenos war ein antiker griechischer Geschichtsschreiber. Über sein Leben ist nichts bekannt; aufgrund sprachlicher Kriterien wird er in das 2. Jahrhundert datiert.
Abydenos verfasste eine Geschichte der Chaldäer und Assyrer (altgriechisch περὶ Ἀσσυρίων), die von Eusebius von Caesarea und anderen benutzt wurde. Einige Fragmente sind in der Praeparatio Evangelica des Eusebius und im gegen Kaiser Julian gerichteten Werk des Kyrill von Alexandria erhalten. Dem Werk liegen vorwiegend Exzerpte aus Alexander Polyhistor zugrunde, der sich wiederum auf Berossos stützte.

## Ausgaben
- Die Fragmente der griechischen Historiker, Nr. 685.